# Маргер
Маргер је градско насеље Ниша. Налази се у градској општини Медијана.

## Историја
Назив је добило по кафани у којој је газда маркирао пића, па је од појма маркер временом настао Маргер.
Кафана „Маргер“ – некадашње култно место Ниша и градског живота града. Основна 1870. као Газина кафана, а назив који је носила до краја њеног постојања добила је по Ђоки Маргеру.
Један од власника кафане био је и Петар Икономовић, нишки свештеник и један од челних људи Нишког комитета, а један од посетилаца ове кафане био је и познати писац Стеван Сремац.
Кафана је срушена педесетих година 20. века, а на њеном месту су изграђени стамбено-пословни објекти.

## Саобраћај
До насеља се може доћи градским линијама број 7 Сарајевска - Калач Брдо, линијом 8 Ново Гробље - Паси Пољана - Габровачка Рекa.

## Галерија
- Маргер поглед према Швајцарији
- Маргер улица
- маргер поглед на парк према цркви"
- Споменик палим ваздухопловцима
- Чесма у парку Маргер
- Парк